# Alliansen för nationell återuppbyggnad
Alliansen för nationell återuppbyggnad (Verbond voor Nationaal Herstel, VNH) var ett nationalistiskt högerparti i Nederländerna, bildat 1933 och upplöst av den tyska ockupationsmakten 1941.
Grundare och partiledare var Horace Hugo Alexander van Gybland Oosterhoff. Officiellt organ var tidskriften Nationaal Herstel. Parlamentsledamot för partiet 1933-1937 var William Westerman.